# خسوس مانوئل مونتانه
خسوس مانوئل مونتانه (اسپانیایی: Jesús Manuel Montané‎؛ زادهٔ ۲۲ سپتامبر ۱۹۷۲) کارگردان فیلم، تهیه‌کننده فیلم، نویسنده، روزنامه‌نگار اهل اسپانیا است. وی از سال ۱۹۹۰ میلادی تاکنون مشغول فعالیت بوده‌است.
از فیلم‌ها یا مجموعه‌های تلویزیونی که وی در آن‌ها نقش داشته‌است می‌توان به «مقصد بعدی: اوشیما» اشاره نمود.